# Jango Fett
Jango Fett è un personaggio dell'universo fantascientifico di Guerre stellari, apparso per la prima volta come l'antagonista secondario del film del 2002 della  trilogia prequel L'attacco dei cloni interpretato dall'attore Temuera Morrison e doppiato in italiano da Roberto Pedicini.
È il padre di Boba Fett, il cacciatore di taglie antagonista di Ian Solo apparso nella trilogia originale. Considerato il miglior cacciatore di taglie della galassia, durante gli ultimi anni della Repubblica è stato scelto dal misterioso Darth Tyranus al fine di servire come modello genetico per la creazione di un esercito di cloni della Repubblica Galattica. Jango è anche il "padre" del clone Boba Fett, che cercherà di vendicarlo dopo averne assistito alla morte per mano del Jedi Mace Windu.

## Apparizioni

### Film

#### L'attacco dei cloni
Il personaggio compare per la prima volta nel film L'attacco dei cloni. Darth Tyranus offrì a Jango una gran somma di denaro per un incarico insolito: avrebbe dovuto rendersi disponibile agli scienziati del pianeta Kamino affinché realizzassero una armata di suoi cloni, futuri soldati della Repubblica. Jango accettò, a condizione di poter ricevere uno di essi su cui non fossero stati applicati i processi di crescita rapida e di alterazione della personalità, cosicche Jango avrebbe potuto crescerlo come un figlio e tramandargli gli insegnamenti che aveva ricevuto. La richiesta venne esaudita e chiamò il clone Boba Fett.
Jango non si ritirò dal lavoro di cacciatore di taglie ma cominciò ad accettare meno ingaggi e mentre cresceva Boba su Kamino, curava i programmi di addestramento per le truppe le cui armature, inoltre, furono basate sulla sua.
Qualche tempo dopo ricevette l'incarico di assassinare la senatrice Padmé Amidala e a tal proposito inviò la collega Zam Wesell. Dal momento che quest'ultima aveva fallito la missione, dovette ucciderla perché non lasciasse trapelare informazioni importanti ai Jedi che l'avevano catturata : Obi-Wan Kenobi e Anakin Skywalker. Tuttavia il primo conservò il dardo lanciato da Jango e risalì al pianeta Kamino dove scoprì l'esistenza del segreto esercito di cloni, ignoto persino al concilio dei cavalieri Jedi. In un secondo momento poté conoscere il modello originale, Jango appunto, il quale con molta disinvoltura affermò di essere stato ingaggiato da un certo Tyranus di cui Obi-Wan non conosceva la vera identità: il conte Dooku, ex-Maestro Jedi e leader dei Separatisti. Rifiutando la richiesta di presentarsi presso il concilio Jedi per essere sottoposto a interrogatorio, Jango ingaggiò uno scontro a fuoco in cui per poco il Jedi non perse la vita. Fuggendo a bordo della sua nave Slave I, il cacciatore di taglie, provato dalla lotta, non si accorse del localizzatore agganciato allo scafo dall'avversario e quindi fu seguito sul pianeta Geonosis. Qui Obi Wan fu catturato e condannato a morte insieme ad Anakin Skywalker e Padmé Amidala, anch'essi tenuti prigionieri.
L'esecuzione fu interrotta dall'arrivo dell'Ordine Jedi guidato dal Maestro Mace Windu che dovette fare fronte alle armate di droidi dei separatisti. Durante la battaglia Jango difese Dooku, uccidendo il Maestro Jedi Coleman Trebor e successivamente scese nell'arena per affrontare Windu ma l'intervento di un Reek gli guastò i razzi propulsori e il lanciafiamme con cui era riuscito a tenere a bada l'avversario. Rimase con solo le sue pistole laser Westar-34, i cui colpi furono deviati facilmente dal Jedi che lo disarmò e lo decapitò con la spada laser. 
Poco dopo l'armata dei suoi stessi cloni, guidata da Yoda, arrivò a salvare i Jedi che lo avevano ucciso. Più tardi Boba recuperò il suo casco tra i resti nell'arena e giurò vendetta contro i Jedi.

### Televisione

#### The Clone Wars
Nella serie Star Wars: The Clone Wars il personaggio non compare ma viene citato più volte. Viene menzionato per la prima volta nell'episodio Il nemico invisibile. Appare in ologramma nell'episodio Clone 99, della terza stagione.
Nel corso della serie, si viene a sapere che Jango non godeva di una buona reputazione sul pianeta Mandalore, tanto da venir definito dal primo ministro dello stesso pianeta, Almec, un volgare cacciatore di taglie, chiedendosi anche come avesse fatto ad ottenere un'armatura Mandaloriana.

### Star Wars Legends

#### Gioventù durante la Prima Guerra Civile Mandaloriana
Jango nacque sul pianeta di Concord Dawn nel 66 BBY e rimase orfano quando la sua famiglia fu massacrata da una fazione Mandaloriana chiamata Ronda della Morte. Jango era un ragazzo quando iniziò la guerra tra i veri Mandaloriani, guidati da Jaster Mereel, e la Ronda della Morte, guidata da Thor Vizsla. Jango fu adottato dal capo Jaster Mereel dopo che Jango aveva aiutato i veri Mandaloriani a fuggire dalla fattoria della sua famiglia, dopo che la Ronda della Morte aveva dato fuoco ai campi. Jaster addestrò Jango per diventare un guerriero, prima di essere ucciso da Vizsla. Jango divenne il nuovo "Mandalore" e vendicò la morte del suo maestro. Qualche tempo dopo, mentre combattevano per reprimere una rivolta nel sistema Galidraan (42 BBY), i Mandaloriani si imbatterono nei Cavalieri Jedi guidati dal Maestro Dooku che ne uccisero la maggior parte e consegnarono i sopravvissuti al governatore di Galidraan. Jango divenne uno schiavo, ma usò i due anni in prigione per riguadagnare le forze e pianificare una fuga. Fuggito si vendicò di coloro che lo avevano imprigionato, riprese possesso della sua armatura Mandaloriana, distrusse la Ronda della Morte e si scontrò a duello con Vizsla che finì mangiato vivo da alcuni animali. Poi Jango partì per intraprendere una carriera di cacciatore di taglie.

#### Gli anni da cacciatore di taglie
Jango divenne presto famoso in tutta la galassia per i suoi successi, specialmente per i Jedi che uccise durante l'ultima guerra Mandaloriana. Nonostante ciò si considerava un uomo semplice che cercava di guadagnarsi da vivere. Negli anni intorno alla Battaglia di Naboo (32 BBY) fu contattato da un uomo chiamato Darth Tyranus che gli chiese di uccidere la sua ex-Padawan, Komari Vosa, leader del bando gora, un gruppo di creature velenosissime che controllava alcuni pianeti sull'Orlo Esterno. Jango dovette scontrarsi con Montross, un traditore Mandaloriano che uccise Rozatta, la compagna Toydariana di Jango e, di fatto, sua assistente. Fett tuttavia ebbe la meglio sul rivale e completò il suo incarico, anche grazie all'aiuto di un nuovo alleato, una giovane cacciatrice di taglie chiamata Zam Wesell.

#### L'alleanza con Darth Tyranus
Jango fu sorpreso quando vide Darth Tyranus arrivare sulla luna di Bogden, il pianeta dove aveva tra mille difficoltà rintracciato e ucciso Komari Vosa, perché dimostrava che Tyranus sapeva già dove si trovasse la sua ex-Padawan e infatti Jango scoprì che la missione di assassinio era stata in realtà solo un test per stabilire se fosse effettivamente il miglior cacciatore di taglie della galassia.
Poco prima dell'inizio delle guerre dei cloni Jango accettò l'incarico di entrare in possesso di una statuetta per un cliente sconosciuto. Poco dopo aver completato il lavoro Jango scoprì che la statuetta poteva causare una reazione a catena nella Forza e che sarebbe stata usata dal suo cliente per distruggere Coruscant. Jango lasciò Kamino e su Coruscant lavorò insieme a Zam Wesell, ormai suo partner lavorativo, e Yarael Poof, membro del Consiglio Jedi, per fermare il suo cliente che si rivelò essere Ashaar Khorda, un ex generale. Poof rimase ucciso ma il piano di Khorda fu fermato. Ironicamente al funerale di Poof Mace Windu affermò che l'alleato misterioso di Poof, chiunque lui o lei fosse, era un eroe.
Quando Boba Fett tornò a bordo dello Slave I, ritrovò una registrazione olografica di Jango che, prevedendo la sua fine, gli aveva preparato una nuova tuta da battaglia dal colore verde.

### Videogiochi

#### Star Wars Bounty Hunter
Il personaggio Jango Fett (sempre interpretato dall'attore Temuera Morrison) appare come protagonista giocabile anche nel videogioco Star Wars: Bounty Hunter in cui il videogioco descrive il protagonista come un cacciatore di taglie.

## Creazione
Inizialmente, Jango doveva essere chiamato "J'mee". Il suo nome è un riferimento al film di Sergio Corbucci del 1966 Django, che presentava un vagabondo iper-violento interpretato da Franco Nero.
Jango è coperto da un elegante abito corazzato tipico della cultura mandaloriana,  basato sull'iconico abito di Boba Fett della trilogia originale, progettato da Joe Johnston.  Tuttavia, gli abiti si distinguono per le differenze di colore (per quanto riguarda Jango, principalmente argento, blu e nero), e per una relativa mancanza di accessori.

## Nella cultura di massa
Il sito IGN ha inserito il personaggio al 30º posto nella Top 100 dei migliori personaggi di Guerre stellari, elogiando la sua calma, il comportamento e abilità efficaci in combattimento, pur non essendo in connessione con la Forza.